# Individuele talentontwikkeling
Onder individuele talentontwikkeling worden de inrichting van een onderwijsorganisatie en een onderwijsprogramma, waarbij de nadruk wordt gelegd op de ontwikkeling van de eigen en unieke talenten van leerlingen/studenten, verstaan.

## Leerstijl, leerroute, leertempo, leefstijl
Het onderwijs wordt zodanig ingericht dat leerlingen/studenten kunnen leren aan de hand van een eigen leerstijl, via een eigen leerroute en in een eigen leertempo. Afhankelijk van de normen en waarden die scholen centraal stellen, kan daar ook leefstijl bij horen.
- Bij de eigen leerroute wordt gebruikgemaakt van uiteenlopende bronnen, oefeningen op diverse niveaus, toetsen, feedback, feedforward, etc.
- Het belangrijkste kenmerk van leertempo is dat het de beschikbare onderwijstijd zo efficiënt mogelijk benut; snel waar het kan, langzamer waar het nodig is.
- Leerstijl kijkt naar hoe het beste wordt geleerd. Leerlingen/studenten worden daarbij wel uitgedaagd tot het bewandelen van andere wegen of om problemen op diverse manieren op te lossen.
- Leefstijl houdt vooral rekening met de waarden en normen waar ouders en de school voor hebben gekozen.

Inrichting en programmering van onderwijs en onderwijsinhoud dat zich aanpast aan individuele leerwensen, wordt ook adaptief leren genoemd.

## Dynamisch onderwijsprogramma
Belangrijke voorwaarde om individuele talentontwikkeling mogelijk te maken, is een dynamisch onderwijsprogramma. Zo'n programma stelt de te bereiken doelstellingen centraal. Het zoekt voortdurend naar passende, actuele bronnen en didactiseert die, zodat ze in het onderwijs gebruikt kunnen worden. Via een continu proces van lesgeven, zelfwerkzaamheid, toetsen, bijsturen en monitoren van resultaten, worden weer nieuw te bereiken doelen vastgesteld. Een dergelijk programma maakt leren op maat mogelijk.
Dankzij individuele talentontwikkeling bouwt de leerling/student een eigen leerportfolio op. Zijn kennis, kunde en competenties zijn mede bepalend voor de inhoud van wat hij leert. Naast de resultaten van reguliere examens, ontstaan er specifieke mogelijkheden voor doorstroming naar vervolgonderwijs of arbeidsmarkt.

## Drie vaardigheidsdomeinen
Individuele talentontwikkeling hoort bij de vaardigheden van de 21e eeuw. Jongeren worden opgeleid voor beroepen die nu nog onbekend zijn. Daarom wordt kennisconstructie belangrijker dan kennisoverdracht. De drie belangrijkste vaardigheidsdomeinen van 21st century skills zijn:
1. Competenties voor leren en innovatie
2. Burgerschaps- en beroepscompetenties
3. Digitale geletterdheid

## Educatieve technologie
Om individuele talentontwikkeling mogelijk te maken, wordt het enorme potentieel van educatieve technologie ingezet. Allerlei vormen van hardware, software, dataopslag, ontsluiting en implementatie worden in samenhangende systemen bijeen gebracht. Via dashboards kunnen leerlingen, docenten en onderwijsmanagement behaalde resultaten voortdurend volgen. Zowel systemen, docenten, leerlingen/studenten als schoolmanagement kunnen aanbevelingen doen voor vervolgstappen of voor de (her)inrichting van de onderwijsorganisatie. Ook kunnen de gegevens leiden tot herijking van het onderwijsprogramma. Door middel van het samenbrengen van diverse data, wordt het opbouwen van profielen en het doen van aanbevelingen makkelijker (profiling en recommendation).
In toenemende mate wordt verondersteld dat individuele talentontwikkeling kan worden gestimuleerd als het onderwijs van één boek per vak, naar één device per leerling gaat. Mobiele apparaten, met toegang tot het internet, ontsluiten via web en apps aanzienlijk meer bronnen dan alleen een folio variant kan doen. Streaming geeft daarbij toegang tot meer docenten dan één school kan bieden. In een educatief ecosysteem kunnen laptops, tablets, smartphones, e.d. de aangeboden leerstof gemakkelijk op een digibord herkennen en die vervolgens ook synchroniseren. Zo ontstaat een rijke leeromgeving die anytime, anywhere toegankelijk is. Een digitale Startpagina of digitale Schooltas zijn voorbeelden van toepassingen binnen één educatief ecosysteem.